# Nicholas Lyndhurst
Nicholas Lyndhurst, född 20 april 1961 i Emsworth, Hampshire, är en brittisk skådespelare.
Lyndhurst har bland annat medverkat i TV-serierna Only Fools and Horses och nyinspelningen av Frasier. Han har även medverkat i filmen David Copperfield.

## Filmografi (i urval)
- 1977 – Come and see us (TV-serie)
- 1978–1983 – Butterflies (TV-serie)
- 1981–2003 – Only Fools and Horses (TV-serie)
- 1999 – David Copperfield
- 2013–2015 – Gamla snutar, nya spår (TV-serie)
- 2016 – A United Kingdom
- 2023 – Frasier (TV-serie)